# Tour de Colombie 2022
La 72e édition du Tour de Colombie a lieu du 3 au 12 juin 2022. La Vuelta a Colombia 2022 Ministerio del Deporte (nom officiel) est inscrite au calendrier de l'UCI America Tour 2022. Fabio Duarte s'impose pour la seconde fois dans l'épreuve, annulant un débours de plus de quatorze minutes, pris sur un groupe d’échappés lors de la quatrième étape.

## Équipes
| Équipes continentales (5)- Colombia Tierra de Atletas-GW Bicicletas - Team Banco Guayaquil-Ecuador - Team Illuminate - Team Medellín-EPM - Movistar-Best PC Équipes amateurs (21)- Alcaldía de La Vega - 4WD - Deluxe - Ampro-Cerveza Andina - Canel's-ZeroUno - CM Team - Construcciones Zea - El Faro Eléctrico - Fundación Depormundo - EBSA Empresa de Energía Boyacá - EPM-Scott - Fuerzas Armadas-Ejército Nacional - Fundación Team Recapi - Fundecom - Multirepuestos Bosa - Goci - Herrera Sport-Ropa Deportiva - Indeportes Boyacá Avanza - Indeportes Tolima es Pasión - Néctar - Indeportes Cundinamarca - Orgullo Paisa - Antioquia - Petrolike - Supergiros-Alcaldía de Manizales - Team Sistecrédito - Team Cartagena-Liciclismo - Nativos Payn |
| |

## Étapes
| Étape     | Date    | Villes étapes                       | type                      | Distance (km) | Vainqueur d'étape | Leader du classement général |
| --------- | ------- | ----------------------------------- | ------------------------- | ------------- | ----------------- | ---------------------------- |
| 1re étape | 3 juin  | Barranquilla – Carthagène des Indes | étape de plaine           | 123,4         | Carlos Chía       | Carlos Chía                  |
| 2e étape  | 4 juin  | Carthagène des Indes – Sincelejo    | étape vallonnée           | 176,7         | Nelson Soto       | Carlos Chía                  |
| 3e étape  | 5 juin  | Sincelejo – Montería                | étape de plaine           | 116,9         | Carlos Chía       | Carlos Chía                  |
| 4e étape  | 6 juin  | Caucasia – Yarumal                  | étape de montagne         | 158,4         | Óscar Quiroz      | Óscar Quiroz                 |
| 5e étape  | 7 juin  | Yarumal – La Unión                  | étape de moyenne montagne | 189,1         | Fabio Duarte      | Cristian Rico                |
| 6e étape  | 8 juin  | Rionegro – La Dorada                | étape vallonnée           | 202,6         | Juan Pablo Sossa  | Cristian Rico                |
| 7e étape  | 9 juin  | Mariquita – Alto del Vino           | étape de montagne         | 140,4         | Edgar Cadena      | Cristian Rico                |
| 8e étape  | 10 juin | Sopó – Somondoco                    | étape de moyenne montagne | 96,3          | Aldemar Reyes     | Fabio Duarte                 |
| 9e étape  | 11 juin | Guateque – Santa Rosa de Viterbo    | étape de moyenne montagne | 182,2         | Robinson Chalapud | Fabio Duarte                 |
| 10e étape | 12 juin | Paipa – Tunja                       | contre-la-montre en côte  | 41,9          | Rodrigo Contreras | Fabio Duarte                 |

## Classement par étapes

### 1reétape
Carlos Chía remporte l'étape à l'issue d'un sprint serré, il devient ainsi le premier leader de l'épreuve.
| \| Classement de l'étape \| Classement de l'étape \| Classement de l'étape \| Classement de l'étape \| Classement de l'étape \| \| Coureur \| Coureur \| Pays \| Équipe \| Temps \| \| --------------------- \| --------------------- \| --------------------- \| -------------------------------- \| --------------------- \| \| 1er \| Carlos Chía \| Colombie \| Supergiros-Alcaldía de Manizales \| 2 h 50 min 08 s \| \| 2e \| Juan Alejandro Umba \| Colombie \| Indeportes Boyacá Avanza \| + 0 s \| \| 3e \| Jordan Parra \| Colombie \| Petrolike \| + 0 s \| \| 4e \| Marvin Angarita \| Colombie \| CM Team \| + 0 s \| \| 5e \| Sebastián Novoa \| Équateur \| Movistar-Best PC \| + 0 s \| \| 6e \| Steven Cuesta \| Colombie \| Nativos Payn \| + 0 s \| \| 7e \| Brayan Sánchez \| Colombie \| Team Medellín-EPM \| + 0 s \| \| 8e \| Diego Ochoa \| Colombie \| EPM-Scott \| + 0 s \| \| 9e \| Johan Colón \| Colombie \| Orgullo Paisa - Antioquia \| + 0 s \| \| 10e \| Byron Guamá \| Équateur \| Movistar-Best PC \| + 0 s \| |                     |          |                                  |                 |
| |                     |          |                                  |                 |
| Source : ProCyclingStats |                     |          |                                  |                 |
| Classement de l'étape |                     |          |                                  |                 |
| Coureur | Coureur             | Pays     | Équipe                           | Temps           |
| 1er | Carlos Chía         | Colombie | Supergiros-Alcaldía de Manizales | 2 h 50 min 08 s |
| 2e | Juan Alejandro Umba | Colombie | Indeportes Boyacá Avanza         | + 0 s           |
| 3e | Jordan Parra        | Colombie | Petrolike                        | + 0 s           |
| 4e | Marvin Angarita     | Colombie | CM Team                          | + 0 s           |
| 5e | Sebastián Novoa     | Équateur | Movistar-Best PC                 | + 0 s           |
| 6e | Steven Cuesta       | Colombie | Nativos Payn                     | + 0 s           |
| 7e | Brayan Sánchez      | Colombie | Team Medellín-EPM                | + 0 s           |
| 8e | Diego Ochoa         | Colombie | EPM-Scott                        | + 0 s           |
| 9e | Johan Colón         | Colombie | Orgullo Paisa - Antioquia        | + 0 s           |
| 10e | Byron Guamá         | Équateur | Movistar-Best PC                 | + 0 s           |

| \| Classement général \| Classement général \| Classement général \| Classement général \| Classement général \| \| Coureur \| Coureur \| Pays \| Équipe \| Temps \| \| ------------------ \| ------------------- \| ------------------ \| -------------------------------------- \| ------------------ \| \| 1er \| Carlos Chía \| Colombie \| Supergiros-Alcaldía de Manizales \| 2 h 49 min 58 s \| \| 2e \| Juan Alejandro Umba \| Colombie \| Indeportes Boyacá Avanza \| + 4 s \| \| 3e \| Carlos Samudio \| Panama \| Team Sistecrédito \| + 4 s \| \| 4e \| Jordan Parra \| Colombie \| Petrolike \| + 6 s \| \| 5e \| Camilo Castro \| Colombie \| CM Team \| + 7 s \| \| 6e \| Ignacio Prado \| Mexique \| Canel's-ZeroUno \| + 8 s \| \| 7e \| Néstor Rueda \| Colombie \| Néctar - Indeportes Cundinamarca \| + 8 s \| \| 8e \| Stiven Cifuentes \| Colombie \| Construcciones Zea - El Faro Eléctrico \| + 8 s \| \| 9e \| Miguel Luis Álvarez \| Mexique \| Petrolike \| + 9 s \| \| 10e \| José Ramón Muñiz \| Mexique \| Petrolike \| + 9 s \| |                     |          |                                        |                 |
| |                     |          |                                        |                 |
| Source : ProCyclingStats |                     |          |                                        |                 |
| Classement général |                     |          |                                        |                 |
| Coureur | Coureur             | Pays     | Équipe                                 | Temps           |
| 1er | Carlos Chía         | Colombie | Supergiros-Alcaldía de Manizales       | 2 h 49 min 58 s |
| 2e | Juan Alejandro Umba | Colombie | Indeportes Boyacá Avanza               | + 4 s           |
| 3e | Carlos Samudio      | Panama   | Team Sistecrédito                      | + 4 s           |
| 4e | Jordan Parra        | Colombie | Petrolike                              | + 6 s           |
| 5e | Camilo Castro       | Colombie | CM Team                                | + 7 s           |
| 6e | Ignacio Prado       | Mexique  | Canel's-ZeroUno                        | + 8 s           |
| 7e | Néstor Rueda        | Colombie | Néctar - Indeportes Cundinamarca       | + 8 s           |
| 8e | Stiven Cifuentes    | Colombie | Construcciones Zea - El Faro Eléctrico | + 8 s           |
| 9e | Miguel Luis Álvarez | Mexique  | Petrolike                              | + 9 s           |
| 10e | José Ramón Muñiz    | Mexique  | Petrolike                              | + 9 s           |

### 2eétape
Deuxième jour, deuxième sprint massif. Nelson Soto s'impose et Carlos Chía conserve la tête du classement général.
| \| Classement de l'étape \| Classement de l'étape \| Classement de l'étape \| Classement de l'étape \| Classement de l'étape \| \| Coureur \| Coureur \| Pays \| Équipe \| Temps \| \| --------------------- \| --------------------- \| --------------------- \| ---------------------------------------- \| --------------------- \| \| 1er \| Nelson Soto \| Colombie \| Colombia Tierra de Atletas-GW Bicicletas \| 4 h 00 min 17 s \| \| 2e \| Johan Colón \| Colombie \| Orgullo Paisa - Antioquia \| + 0 s \| \| 3e \| Carlos Chía \| Colombie \| Supergiros-Alcaldía de Manizales \| + 0 s \| \| 4e \| Jordan Parra \| Colombie \| Petrolike \| + 0 s \| \| 5e \| Yeison Reyes \| Colombie \| Team Medellín-EPM \| + 0 s \| \| 6e \| Diego Ochoa \| Colombie \| EPM-Scott \| + 0 s \| \| 7e \| Adrián Bustamante \| Colombie \| Team Sistecrédito \| + 0 s \| \| 8e \| Juan Alejandro Umba \| Colombie \| Indeportes Boyacá Avanza \| + 0 s \| \| 9e \| Byron Guamá \| Équateur \| Movistar-Best PC \| + 0 s \| \| 10e \| Ignacio Prado \| Mexique \| Canel's-ZeroUno \| + 0 s \| |                     |          |                                          |                 |
| |                     |          |                                          |                 |
| Source : ProCyclingStats |                     |          |                                          |                 |
| Classement de l'étape |                     |          |                                          |                 |
| Coureur | Coureur             | Pays     | Équipe                                   | Temps           |
| 1er | Nelson Soto         | Colombie | Colombia Tierra de Atletas-GW Bicicletas | 4 h 00 min 17 s |
| 2e | Johan Colón         | Colombie | Orgullo Paisa - Antioquia                | + 0 s           |
| 3e | Carlos Chía         | Colombie | Supergiros-Alcaldía de Manizales         | + 0 s           |
| 4e | Jordan Parra        | Colombie | Petrolike                                | + 0 s           |
| 5e | Yeison Reyes        | Colombie | Team Medellín-EPM                        | + 0 s           |
| 6e | Diego Ochoa         | Colombie | EPM-Scott                                | + 0 s           |
| 7e | Adrián Bustamante   | Colombie | Team Sistecrédito                        | + 0 s           |
| 8e | Juan Alejandro Umba | Colombie | Indeportes Boyacá Avanza                 | + 0 s           |
| 9e | Byron Guamá         | Équateur | Movistar-Best PC                         | + 0 s           |
| 10e | Ignacio Prado       | Mexique  | Canel's-ZeroUno                          | + 0 s           |

| \| Classement général \| Classement général \| Classement général \| Classement général \| Classement général \| \| Coureur \| Coureur \| Pays \| Équipe \| Temps \| \| ------------------ \| ------------------- \| ------------------ \| ---------------------------------------- \| ------------------ \| \| 1er \| Carlos Chía \| Colombie \| Supergiros-Alcaldía de Manizales \| 6 h 50 min 11 s \| \| 2e \| Nelson Soto \| Colombie \| Colombia Tierra de Atletas-GW Bicicletas \| + 4 s \| \| 3e \| Juan Alejandro Umba \| Colombie \| Indeportes Boyacá Avanza \| + 8 s \| \| 4e \| Johan Colón \| Colombie \| Orgullo Paisa - Antioquia \| + 8 s \| \| 5e \| Carlos Samudio \| Panama \| Team Sistecrédito \| + 8 s \| \| 6e \| Néstor Rueda \| Colombie \| Néctar - Indeportes Cundinamarca \| + 9 s \| \| 7e \| José Ramón Muñiz \| Mexique \| Petrolike \| + 9 s \| \| 8e \| Jordan Parra \| Colombie \| Petrolike \| + 10 s \| \| 9e \| Anuar Castillo \| Colombie \| Ampro-Cerveza Andina \| + 10 s \| \| 10e \| Luis Hernán Quiceno \| Colombie \| Team Cartagena-Liciclismo \| + 11 s \| |                     |          |                                          |                 |
| |                     |          |                                          |                 |
| Source : ProCyclingStats |                     |          |                                          |                 |
| Classement général |                     |          |                                          |                 |
| Coureur | Coureur             | Pays     | Équipe                                   | Temps           |
| 1er | Carlos Chía         | Colombie | Supergiros-Alcaldía de Manizales         | 6 h 50 min 11 s |
| 2e | Nelson Soto         | Colombie | Colombia Tierra de Atletas-GW Bicicletas | + 4 s           |
| 3e | Juan Alejandro Umba | Colombie | Indeportes Boyacá Avanza                 | + 8 s           |
| 4e | Johan Colón         | Colombie | Orgullo Paisa - Antioquia                | + 8 s           |
| 5e | Carlos Samudio      | Panama   | Team Sistecrédito                        | + 8 s           |
| 6e | Néstor Rueda        | Colombie | Néctar - Indeportes Cundinamarca         | + 9 s           |
| 7e | José Ramón Muñiz    | Mexique  | Petrolike                                | + 9 s           |
| 8e | Jordan Parra        | Colombie | Petrolike                                | + 10 s          |
| 9e | Anuar Castillo      | Colombie | Ampro-Cerveza Andina                     | + 10 s          |
| 10e | Luis Hernán Quiceno | Colombie | Team Cartagena-Liciclismo                | + 11 s          |

### 3eétape
Troisième sprint massif, Carlos Chía le remporte et consolide sa place en tête du classement général.
| \| Classement de l'étape \| Classement de l'étape \| Classement de l'étape \| Classement de l'étape \| Classement de l'étape \| \| Coureur \| Coureur \| Pays \| Équipe \| Temps \| \| --------------------- \| ---------------------------- \| --------------------- \| ---------------------------------------- \| --------------------- \| \| 1er \| Carlos Chía \| Colombie \| Supergiros-Alcaldía de Manizales \| 2 h 23 min 02 s \| \| 2e \| Óscar Quiroz \| Colombie \| Colombia Tierra de Atletas-GW Bicicletas \| + 0 s \| \| 3e \| Nelson Soto \| Colombie \| Colombia Tierra de Atletas-GW Bicicletas \| + 0 s \| \| 4e \| Marvin Angarita \| Colombie \| CM Team \| + 0 s \| \| 5e \| Johan Colón \| Colombie \| Orgullo Paisa - Antioquia \| + 0 s \| \| 6e \| Aldemar Reyes \| Colombie \| Team Medellín-EPM \| + 0 s \| \| 7e \| Edwin Patiño \| Colombie \| Indeportes Boyacá Avanza \| + 0 s \| \| 8e \| Hernando Bohórquez \| Colombie \| EPM-Scott \| + 0 s \| \| 9e \| Juan Esteban Martínez \| Colombie \| Team Sistecrédito \| + 0 s \| \| 10e \| Carlos Gutiérrez Ballesteros \| Colombie \| Team Banco Guayaquil-Ecuador \| + 0 s \| |                              |          |                                          |                 |
| |                              |          |                                          |                 |
| Source : ProCyclingStats |                              |          |                                          |                 |
| Classement de l'étape |                              |          |                                          |                 |
| Coureur | Coureur                      | Pays     | Équipe                                   | Temps           |
| 1er | Carlos Chía                  | Colombie | Supergiros-Alcaldía de Manizales         | 2 h 23 min 02 s |
| 2e | Óscar Quiroz                 | Colombie | Colombia Tierra de Atletas-GW Bicicletas | + 0 s           |
| 3e | Nelson Soto                  | Colombie | Colombia Tierra de Atletas-GW Bicicletas | + 0 s           |
| 4e | Marvin Angarita              | Colombie | CM Team                                  | + 0 s           |
| 5e | Johan Colón                  | Colombie | Orgullo Paisa - Antioquia                | + 0 s           |
| 6e | Aldemar Reyes                | Colombie | Team Medellín-EPM                        | + 0 s           |
| 7e | Edwin Patiño                 | Colombie | Indeportes Boyacá Avanza                 | + 0 s           |
| 8e | Hernando Bohórquez           | Colombie | EPM-Scott                                | + 0 s           |
| 9e | Juan Esteban Martínez        | Colombie | Team Sistecrédito                        | + 0 s           |
| 10e | Carlos Gutiérrez Ballesteros | Colombie | Team Banco Guayaquil-Ecuador             | + 0 s           |

| \| Classement général \| Classement général \| Classement général \| Classement général \| Classement général \| \| Coureur \| Coureur \| Pays \| Équipe \| Temps \| \| ------------------ \| ------------------ \| ------------------ \| ---------------------------------------- \| ------------------ \| \| 1er \| Carlos Chía \| Colombie \| Supergiros-Alcaldía de Manizales \| 9 h 13 min 03 s \| \| 2e \| Nelson Soto \| Colombie \| Colombia Tierra de Atletas-GW Bicicletas \| + 10 s \| \| 3e \| Óscar Quiroz \| Colombie \| Colombia Tierra de Atletas-GW Bicicletas \| + 16 s \| \| 4e \| Johan Colón \| Colombie \| Orgullo Paisa - Antioquia \| + 18 s \| \| 5e \| Anuar Castillo \| Colombie \| Ampro-Cerveza Andina \| + 18 s \| \| 6e \| Carlos Samudio \| Panama \| Team Sistecrédito \| + 18 s \| \| 7e \| Jordan Parra \| Colombie \| Petrolike \| + 19 s \| \| 8e \| Néstor Rueda \| Colombie \| Néctar - Indeportes Cundinamarca \| + 19 s \| \| 9e \| Edgar Cadena \| Mexique \| Canel's-ZeroUno \| + 19 s \| \| 10e \| José Ramón Muñiz \| Mexique \| Petrolike \| + 19 s \| |                  |          |                                          |                 |
| |                  |          |                                          |                 |
| Source : ProCyclingStats |                  |          |                                          |                 |
| Classement général |                  |          |                                          |                 |
| Coureur | Coureur          | Pays     | Équipe                                   | Temps           |
| 1er | Carlos Chía      | Colombie | Supergiros-Alcaldía de Manizales         | 9 h 13 min 03 s |
| 2e | Nelson Soto      | Colombie | Colombia Tierra de Atletas-GW Bicicletas | + 10 s          |
| 3e | Óscar Quiroz     | Colombie | Colombia Tierra de Atletas-GW Bicicletas | + 16 s          |
| 4e | Johan Colón      | Colombie | Orgullo Paisa - Antioquia                | + 18 s          |
| 5e | Anuar Castillo   | Colombie | Ampro-Cerveza Andina                     | + 18 s          |
| 6e | Carlos Samudio   | Panama   | Team Sistecrédito                        | + 18 s          |
| 7e | Jordan Parra     | Colombie | Petrolike                                | + 19 s          |
| 8e | Néstor Rueda     | Colombie | Néctar - Indeportes Cundinamarca         | + 19 s          |
| 9e | Edgar Cadena     | Mexique  | Canel's-ZeroUno                          | + 19 s          |
| 10e | José Ramón Muñiz | Mexique  | Petrolike                                | + 19 s          |

### 4eétape
Óscar Quiroz remporte l'étape et s'empare de la tête du classement général.
| \| Classement de l'étape \| Classement de l'étape \| Classement de l'étape \| Classement de l'étape \| Classement de l'étape \| \| Coureur \| Coureur \| Pays \| Équipe \| Temps \| \| --------------------- \| --------------------- \| --------------------- \| ---------------------------------------- \| --------------------- \| \| 1er \| Óscar Quiroz \| Colombie \| Colombia Tierra de Atletas-GW Bicicletas \| 4 h 30 min 13 s \| \| 2e \| Cristian Rico \| Colombie \| Colombia Tierra de Atletas-GW Bicicletas \| + 15 s \| \| 3e \| Yecid Sierra \| Colombie \| Néctar - Indeportes Cundinamarca \| + 43 s \| \| 4e \| Hernando Bohórquez \| Colombie \| EPM-Scott \| + 49 s \| \| 5e \| Rubén Acosta \| Colombie \| EBSA Empresa de Energía Boyacá \| + 57 s \| \| 6e \| Marco Tulio Suesca \| Colombie \| Orgullo Paisa - Antioquia \| + 57 s \| \| 7e \| Róbigzon Oyola \| Colombie \| Team Medellín-EPM \| + 1 min 59 s \| \| 8e \| Bernardo Suaza \| Colombie \| Supergiros-Alcaldía de Manizales \| + 2 min 21 s \| \| 9e \| José Ramón Muñiz \| Mexique \| Petrolike \| + 3 min 43 s \| \| 10e \| Juan Felipe Osorio \| Colombie \| Orgullo Paisa - Antioquia \| + 4 min 33 s \| |                    |          |                                          |                 |
| |                    |          |                                          |                 |
| Source : ProCyclingStats |                    |          |                                          |                 |
| Classement de l'étape |                    |          |                                          |                 |
| Coureur | Coureur            | Pays     | Équipe                                   | Temps           |
| 1er | Óscar Quiroz       | Colombie | Colombia Tierra de Atletas-GW Bicicletas | 4 h 30 min 13 s |
| 2e | Cristian Rico      | Colombie | Colombia Tierra de Atletas-GW Bicicletas | + 15 s          |
| 3e | Yecid Sierra       | Colombie | Néctar - Indeportes Cundinamarca         | + 43 s          |
| 4e | Hernando Bohórquez | Colombie | EPM-Scott                                | + 49 s          |
| 5e | Rubén Acosta       | Colombie | EBSA Empresa de Energía Boyacá           | + 57 s          |
| 6e | Marco Tulio Suesca | Colombie | Orgullo Paisa - Antioquia                | + 57 s          |
| 7e | Róbigzon Oyola     | Colombie | Team Medellín-EPM                        | + 1 min 59 s    |
| 8e | Bernardo Suaza     | Colombie | Supergiros-Alcaldía de Manizales         | + 2 min 21 s    |
| 9e | José Ramón Muñiz   | Mexique  | Petrolike                                | + 3 min 43 s    |
| 10e | Juan Felipe Osorio | Colombie | Orgullo Paisa - Antioquia                | + 4 min 33 s    |

| \| Classement général \| Classement général \| Classement général \| Classement général \| Classement général \| \| Coureur \| Coureur \| Pays \| Équipe \| Temps \| \| ------------------ \| ------------------ \| ------------------ \| ---------------------------------------- \| ------------------ \| \| 1er \| Óscar Quiroz \| Colombie \| Colombia Tierra de Atletas-GW Bicicletas \| 13 h 43 min 22 s \| \| 2e \| Cristian Rico \| Colombie \| Colombia Tierra de Atletas-GW Bicicletas \| + 27 s \| \| 3e \| Yecid Sierra \| Colombie \| Néctar - Indeportes Cundinamarca \| + 57 s \| \| 4e \| Hernando Bohórquez \| Colombie \| EPM-Scott \| + 1 min 07 s \| \| 5e \| Rubén Acosta \| Colombie \| EBSA Empresa de Energía Boyacá \| + 1 min 15 s \| \| 6e \| Róbigzon Oyola \| Colombie \| Team Medellín-EPM \| + 2 min 16 s \| \| 7e \| Bernardo Suaza \| Colombie \| Supergiros-Alcaldía de Manizales \| + 2 min 39 s \| \| 8e \| José Ramón Muñiz \| Mexique \| Petrolike \| + 3 min 56 s \| \| 9e \| Marco Tulio Suesca \| Colombie \| Orgullo Paisa - Antioquia \| + 4 min 23 s \| \| 10e \| Juan Felipe Osorio \| Colombie \| Orgullo Paisa - Antioquia \| + 4 min 51 s \| |                    |          |                                          |                  |
| |                    |          |                                          |                  |
| Source : ProCyclingStats |                    |          |                                          |                  |
| Classement général |                    |          |                                          |                  |
| Coureur | Coureur            | Pays     | Équipe                                   | Temps            |
| 1er | Óscar Quiroz       | Colombie | Colombia Tierra de Atletas-GW Bicicletas | 13 h 43 min 22 s |
| 2e | Cristian Rico      | Colombie | Colombia Tierra de Atletas-GW Bicicletas | + 27 s           |
| 3e | Yecid Sierra       | Colombie | Néctar - Indeportes Cundinamarca         | + 57 s           |
| 4e | Hernando Bohórquez | Colombie | EPM-Scott                                | + 1 min 07 s     |
| 5e | Rubén Acosta       | Colombie | EBSA Empresa de Energía Boyacá           | + 1 min 15 s     |
| 6e | Róbigzon Oyola     | Colombie | Team Medellín-EPM                        | + 2 min 16 s     |
| 7e | Bernardo Suaza     | Colombie | Supergiros-Alcaldía de Manizales         | + 2 min 39 s     |
| 8e | José Ramón Muñiz   | Mexique  | Petrolike                                | + 3 min 56 s     |
| 9e | Marco Tulio Suesca | Colombie | Orgullo Paisa - Antioquia                | + 4 min 23 s     |
| 10e | Juan Felipe Osorio | Colombie | Orgullo Paisa - Antioquia                | + 4 min 51 s     |

Quiroz (Colombia Tierra de Atletas - GW Shimano) s'impose en solitaire à Yarumal, après avoir parcouru les 158,4 kilomètres du jour.
Arrivent en deuxième position de l'étape son coéquipier Cristian Rico (Colombia Tierra de Atletas - GW Shimano), en troisième Yecid Sierra (Néctar - Indeportes Cundinamarca) et en quatrième Hernando Bohórquez (EPM - Scott - GO RIGO GO). Le sprinteur Carlos Chía (SuperGiros - Alcaldía de Manizales) cède son maillot de leader au Nariñense Quiroz.
La journée montagneuse commence par un mouvement précoce d'un groupe important, dans lequel se détachent quelques sprinteurs comme Nelson Soto (Colombia Tierra de Atletas - GW Shimano), Jordan Parra (Team Petrolike), Johan Colón (Orgullo Paisa) ou Marvin Angarita (CM Team). Ceux-ci travaillent sans relâche pour augmenter l'écart qui les sépare du peloton.
À l'amorce des quarante derniers kilomètres, le peloton n'a pas réussi à réduire l'avantage des fugitifs. Celui-ci atteint les vingt minutes. Alors qu'ils s'apprêtent à franchir l'Alto de Ventanas, col classé en hors catégorie, le peloton s'étire au rythme imprimé par les hommes de la formation EPM - Scott - GO RIGO GO, qui tente de réduire la distance avec les fuyards, mais sans véritable succès.
L'ascension exigeante fait la sélection dans le peloton tandis que le groupe de tête est éparpillé par une attaque de Marco Tulio Suesca (Orgullo Paisa), à qui s'unissent Cristian David Rico, Yecid Sierra, Óscar Quiroz (Colombia Tierra de Atletas - GW Shimano), Rubén Acosta (EBSA), Hernando Bohórquez, Bernardo Suaza (SuperGiros - Alcaldía de Manizales) et Róbigzon Oyola (Medellín - EPM).
Dans le dernier tronçon de l'étape, Yecid Sierra et Cristian David Rico augmentent le rythme et passent à l'attaque, achevant de disloquer le groupe d'échappés, réduit à seulement deux coureurs. Le rythme du duo de pointe baisse en intensité, ce qui permet à Suesca et à Quiroz de faire la jonction. Puis Suesca cède devant le rythme imposé par les hommes de l'équipe Colombia Tierra de Atletas - GW Shimano.
Dans les derniers kilomètres, personne ne peut suivre Óscar Quiroz, qui augmente régulièrement son avantage sur ses poursuivants immédiats. Ce qui lui permet de remporter sa première victoire dans cette 72e édition du Tour de Colombie.
Le coureur Nariñense, champion de Colombie 2019, obtient un avantage conséquent sur son coéquipier Cristian Rico pour s'emparer de la tête du classement général. L'avance sur les favoris est finalement de quatorze minutes, ce qui est jugé comme « scandaleux » par la presse.
À l'issue de l'étape, Fabio Duarte se trouve à 14 min 57 s du leader de la course.

### 5eétape
Fabio Duarte s'adjuge l'étape tandis que Cristian Rico prend le maillot de leader.
| \| Classement de l'étape \| Classement de l'étape \| Classement de l'étape \| Classement de l'étape \| Classement de l'étape \| \| Coureur \| Coureur \| Pays \| Équipe \| Temps \| \| --------------------- \| ---------------------------- \| --------------------- \| ---------------------------------------- \| --------------------- \| \| 1er \| Fabio Duarte \| Colombie \| Team Medellín-EPM \| 4 h 58 min 56 s \| \| 2e \| Hernán Aguirre \| Colombie \| Team Sistecrédito \| + 24 s \| \| 3e \| Rafael Pineda \| Colombie \| Colombia Tierra de Atletas-GW Bicicletas \| + 26 s \| \| 4e \| Alejandro Callejas \| Colombie \| Fundecom - Multirepuestos Bosa - Goci \| + 1 min 23 s \| \| 5e \| Carlos Gutiérrez Ballesteros \| Colombie \| Team Banco Guayaquil-Ecuador \| + 1 min 31 s \| \| 6e \| Nicolás Paredes \| Colombie \| Fundecom - Multirepuestos Bosa - Goci \| + 2 min 26 s \| \| 7e \| Esneider Báez \| Colombie \| Fundecom - Multirepuestos Bosa - Goci \| + 2 min 48 s \| \| 8e \| Julián Cardona \| Colombie \| Team Sistecrédito \| + 4 min 04 s \| \| 9e \| Brayan Sánchez \| Colombie \| Team Medellín-EPM \| + 4 min 23 s \| \| 10e \| Dubán Bobadilla \| Colombie \| Nativos Payn \| + 5 min 18 s \| |                              |          |                                          |                 |
| |                              |          |                                          |                 |
| Source : ProCyclingStats |                              |          |                                          |                 |
| Classement de l'étape |                              |          |                                          |                 |
| Coureur | Coureur                      | Pays     | Équipe                                   | Temps           |
| 1er | Fabio Duarte                 | Colombie | Team Medellín-EPM                        | 4 h 58 min 56 s |
| 2e | Hernán Aguirre               | Colombie | Team Sistecrédito                        | + 24 s          |
| 3e | Rafael Pineda                | Colombie | Colombia Tierra de Atletas-GW Bicicletas | + 26 s          |
| 4e | Alejandro Callejas           | Colombie | Fundecom - Multirepuestos Bosa - Goci    | + 1 min 23 s    |
| 5e | Carlos Gutiérrez Ballesteros | Colombie | Team Banco Guayaquil-Ecuador             | + 1 min 31 s    |
| 6e | Nicolás Paredes              | Colombie | Fundecom - Multirepuestos Bosa - Goci    | + 2 min 26 s    |
| 7e | Esneider Báez                | Colombie | Fundecom - Multirepuestos Bosa - Goci    | + 2 min 48 s    |
| 8e | Julián Cardona               | Colombie | Team Sistecrédito                        | + 4 min 04 s    |
| 9e | Brayan Sánchez               | Colombie | Team Medellín-EPM                        | + 4 min 23 s    |
| 10e | Dubán Bobadilla              | Colombie | Nativos Payn                             | + 5 min 18 s    |

| \| Classement général \| Classement général \| Classement général \| Classement général \| Classement général \| \| Coureur \| Coureur \| Pays \| Équipe \| Temps \| \| ------------------ \| -------------------- \| ------------------ \| ---------------------------------------- \| ------------------ \| \| 1er \| Cristian Rico \| Colombie \| Colombia Tierra de Atletas-GW Bicicletas \| 18 h 50 min 42 s \| \| 2e \| Yecid Sierra \| Colombie \| Néctar - Indeportes Cundinamarca \| + 30 s \| \| 3e \| Hernando Bohórquez \| Colombie \| EPM-Scott \| + 40 s \| \| 4e \| Rubén Acosta \| Colombie \| EBSA Empresa de Energía Boyacá \| + 48 s \| \| 5e \| Róbigzon Oyola \| Colombie \| Team Medellín-EPM \| + 1 min 49 s \| \| 6e \| Bernardo Suaza \| Colombie \| Supergiros-Alcaldía de Manizales \| + 2 min 32 s \| \| 7e \| Marco Tulio Suesca \| Colombie \| Orgullo Paisa - Antioquia \| + 3 min 56 s \| \| 8e \| Juan Felipe Osorio \| Colombie \| Orgullo Paisa - Antioquia \| + 4 min 24 s \| \| 9e \| Óscar Quiroz \| Colombie \| Colombia Tierra de Atletas-GW Bicicletas \| + 4 min 48 s \| \| 10e \| Camilo Andrés Robles \| Colombie \| Indeportes Tolima es Pasión \| + 6 min 15 s \| |                      |          |                                          |                  |
| |                      |          |                                          |                  |
| Source : ProCyclingStats |                      |          |                                          |                  |
| Classement général |                      |          |                                          |                  |
| Coureur | Coureur              | Pays     | Équipe                                   | Temps            |
| 1er | Cristian Rico        | Colombie | Colombia Tierra de Atletas-GW Bicicletas | 18 h 50 min 42 s |
| 2e | Yecid Sierra         | Colombie | Néctar - Indeportes Cundinamarca         | + 30 s           |
| 3e | Hernando Bohórquez   | Colombie | EPM-Scott                                | + 40 s           |
| 4e | Rubén Acosta         | Colombie | EBSA Empresa de Energía Boyacá           | + 48 s           |
| 5e | Róbigzon Oyola       | Colombie | Team Medellín-EPM                        | + 1 min 49 s     |
| 6e | Bernardo Suaza       | Colombie | Supergiros-Alcaldía de Manizales         | + 2 min 32 s     |
| 7e | Marco Tulio Suesca   | Colombie | Orgullo Paisa - Antioquia                | + 3 min 56 s     |
| 8e | Juan Felipe Osorio   | Colombie | Orgullo Paisa - Antioquia                | + 4 min 24 s     |
| 9e | Óscar Quiroz         | Colombie | Colombia Tierra de Atletas-GW Bicicletas | + 4 min 48 s     |
| 10e | Camilo Andrés Robles | Colombie | Indeportes Tolima es Pasión              | + 6 min 15 s     |

Deuxième final montagneux, dans lequel Fabio Duarte (Medellín - EPM) renoue avec la victoire en s'adjugeant la cinquième étape du Tour de Colombie, après avoir parcouru les 189,1 kilomètres entre Yarumal et La Unión. Óscar Quiroz (Colombia Tierra de Atletas - GW Shimano) cède la tête du classement général à son coéquipier Cristian Rico.
Dans la dernière ascension du jour, une bataille s'est déroulée entre les plus costauds de l'échappée. La victoire se joue dans la montée finale, où le coureur cundinamarqués se révèle le plus fort. Le sportif de Facatativá est escorté sur la ligne par Hernán Aguirre (Sistecrédito - GW), Rafael Pineda (Colombia Tierra de Atletas - GW Shimano) et Alejandro Callejas (Fundecom - Multirepuestos Bosa - Calzados Gocci).
En ce qui concerne le classement général, le jeune cycliste boyacense de vingt ans, Cristian Rico (Colombia Tierra de Atletas - GW Shimano) prend la tête avec 30 s et 40 s d'avance respectivement sur Yecid Sierra (Néctar - Indeportes Cundinamarca) et Hernando Bohórquez (EPM - Scott - GO RIGO GO).
Les protagonistes de l'échappée du jour sont Javier Jamaica (Medellín - EPM), Óscar Fernández (Indeportes Boyacá Avanza), Dubán Bobadilla (Nativos Payn), Julián Cardona (Sistecrédito), Cristian Muñoz (EPM - Scott - GO RIGO GO), Marlon Diagama (Indeportes Boyacá Avanza), Nicolás Paredes (Fundecom - Multirepuestos Bosa - Calzados Gocci) et Robinson Ortega (EBSA). Ils sont rejoints par un groupe de poursuivants à mi-course.
Durant cette journée pluvieuse, quatre coureurs de la formation Orgullo Paisa se retirent : Juan Tito Rendón, Frank Osorio et Johan Colón pour hypothermie et Sebastián Castaño, en raison des blessures occasionnées par sa chute dans la deuxième étape.
Dans les cinq derniers kilomètres, Fabio Duarte accélère le rythme et distance ses compagnons de fugue. Le grimpeur de l'équipe Medellín - EPM dose ses forces pour remporter la victoire, reprendre du temps et se rapprocher du Top Ten au classement général.
À l'issue de l'étape, il est onzième à 6 min 21 s du nouveau leader de la course.

### 6eétape
Juan Pablo Sossa s'impose à ses compagnons d'échappée tandis que Cristian Rico reste en tête de la course.
| \| Classement de l'étape \| Classement de l'étape \| Classement de l'étape \| Classement de l'étape \| Classement de l'étape \| \| Coureur \| Coureur \| Pays \| Équipe \| Temps \| \| --------------------- \| ----------------------- \| --------------------- \| ---------------------------------------- \| --------------------- \| \| 1er \| Juan Pablo Sossa \| Colombie \| Indeportes Boyacá Avanza \| 4 h 32 min 45 s \| \| 2e \| José Canastuj \| Guatemala \| Alcaldía de La Vega - 4WD - Deluxe \| + 0 s \| \| 3e \| Rony Julajuj \| Guatemala \| Alcaldía de La Vega - 4WD - Deluxe \| + 0 s \| \| 4e \| Alexander Gil \| Colombie \| Orgullo Paisa - Antioquia \| + 0 s \| \| 5e \| Javier Jamaica \| Colombie \| Team Medellín-EPM \| + 1 s \| \| 6e \| Darwin Atapuma \| Colombie \| Colombia Tierra de Atletas-GW Bicicletas \| + 15 s \| \| 7e \| Óscar Sevilla \| Espagne \| Team Medellín-EPM \| + 15 s \| \| 8e \| Didier Chaparro \| Colombie \| Supergiros-Alcaldía de Manizales \| + 15 s \| \| 9e \| Jhon Anderson Rodríguez \| Colombie \| EPM-Scott \| + 15 s \| \| 10e \| Julián Cardona \| Colombie \| Team Sistecrédito \| + 23 s \| |                         |           |                                          |                 |
| |                         |           |                                          |                 |
| Source : ProCyclingStats |                         |           |                                          |                 |
| Classement de l'étape |                         |           |                                          |                 |
| Coureur | Coureur                 | Pays      | Équipe                                   | Temps           |
| 1er | Juan Pablo Sossa        | Colombie  | Indeportes Boyacá Avanza                 | 4 h 32 min 45 s |
| 2e | José Canastuj           | Guatemala | Alcaldía de La Vega - 4WD - Deluxe       | + 0 s           |
| 3e | Rony Julajuj            | Guatemala | Alcaldía de La Vega - 4WD - Deluxe       | + 0 s           |
| 4e | Alexander Gil           | Colombie  | Orgullo Paisa - Antioquia                | + 0 s           |
| 5e | Javier Jamaica          | Colombie  | Team Medellín-EPM                        | + 1 s           |
| 6e | Darwin Atapuma          | Colombie  | Colombia Tierra de Atletas-GW Bicicletas | + 15 s          |
| 7e | Óscar Sevilla           | Espagne   | Team Medellín-EPM                        | + 15 s          |
| 8e | Didier Chaparro         | Colombie  | Supergiros-Alcaldía de Manizales         | + 15 s          |
| 9e | Jhon Anderson Rodríguez | Colombie  | EPM-Scott                                | + 15 s          |
| 10e | Julián Cardona          | Colombie  | Team Sistecrédito                        | + 23 s          |

| \| Classement général \| Classement général \| Classement général \| Classement général \| Classement général \| \| Coureur \| Coureur \| Pays \| Équipe \| Temps \| \| ------------------ \| ----------------------- \| ------------------ \| ---------------------------------------- \| ------------------ \| \| 1er \| Cristian Rico \| Colombie \| Colombia Tierra de Atletas-GW Bicicletas \| 23 h 24 min 28 s \| \| 2e \| Yecid Sierra \| Colombie \| Néctar - Indeportes Cundinamarca \| + 30 s \| \| 3e \| Hernando Bohórquez \| Colombie \| EPM-Scott \| + 40 s \| \| 4e \| Rubén Acosta \| Colombie \| EBSA Empresa de Energía Boyacá \| + 48 s \| \| 5e \| Róbigzon Oyola \| Colombie \| Team Medellín-EPM \| + 2 min 09 s \| \| 6e \| Bernardo Suaza \| Colombie \| Supergiros-Alcaldía de Manizales \| + 2 min 32 s \| \| 7e \| Marco Tulio Suesca \| Colombie \| Orgullo Paisa - Antioquia \| + 3 min 56 s \| \| 8e \| Juan Felipe Osorio \| Colombie \| Orgullo Paisa - Antioquia \| + 4 min 24 s \| \| 9e \| Camilo Andrés Robles \| Colombie \| Indeportes Tolima es Pasión \| + 6 min 15 s \| \| 10e \| Jhon Anderson Rodríguez \| Colombie \| EPM-Scott \| + 6 min 17 s \| |                         |          |                                          |                  |
| |                         |          |                                          |                  |
| Source : ProCyclingStats |                         |          |                                          |                  |
| Classement général |                         |          |                                          |                  |
| Coureur | Coureur                 | Pays     | Équipe                                   | Temps            |
| 1er | Cristian Rico           | Colombie | Colombia Tierra de Atletas-GW Bicicletas | 23 h 24 min 28 s |
| 2e | Yecid Sierra            | Colombie | Néctar - Indeportes Cundinamarca         | + 30 s           |
| 3e | Hernando Bohórquez      | Colombie | EPM-Scott                                | + 40 s           |
| 4e | Rubén Acosta            | Colombie | EBSA Empresa de Energía Boyacá           | + 48 s           |
| 5e | Róbigzon Oyola          | Colombie | Team Medellín-EPM                        | + 2 min 09 s     |
| 6e | Bernardo Suaza          | Colombie | Supergiros-Alcaldía de Manizales         | + 2 min 32 s     |
| 7e | Marco Tulio Suesca      | Colombie | Orgullo Paisa - Antioquia                | + 3 min 56 s     |
| 8e | Juan Felipe Osorio      | Colombie | Orgullo Paisa - Antioquia                | + 4 min 24 s     |
| 9e | Camilo Andrés Robles    | Colombie | Indeportes Tolima es Pasión              | + 6 min 15 s     |
| 10e | Jhon Anderson Rodríguez | Colombie | EPM-Scott                                | + 6 min 17 s     |

### 7eétape
Edgar Cadena remporte l'étape pendant que Cristian Rico est toujours au sommet du classement général.
| \| Classement de l'étape \| Classement de l'étape \| Classement de l'étape \| Classement de l'étape \| Classement de l'étape \| \| Coureur \| Coureur \| Pays \| Équipe \| Temps \| \| --------------------- \| --------------------- \| --------------------- \| ---------------------------------------- \| --------------------- \| \| 1er \| Edgar Cadena \| Mexique \| Canel's-ZeroUno \| 4 h 24 min 25 s \| \| 2e \| Wilson Peña \| Colombie \| Colombia Tierra de Atletas-GW Bicicletas \| + 45 s \| \| 3e \| Heiner Parra \| Colombie \| Canel's-ZeroUno \| + 1 min 05 s \| \| 4e \| Robinson Chalapud \| Colombie \| Team Banco Guayaquil-Ecuador \| + 1 min 19 s \| \| 5e \| Julián Cardona \| Colombie \| Team Sistecrédito \| + 1 min 21 s \| \| 6e \| Alexander Gil \| Colombie \| Orgullo Paisa - Antioquia \| + 1 min 21 s \| \| 7e \| Óscar Fernández \| Colombie \| Indeportes Boyacá Avanza \| + 3 min 45 s \| \| 8e \| Santiago Montenegro \| Équateur \| Movistar-Best PC \| + 4 min 08 s \| \| 9e \| Dubán Bobadilla \| Colombie \| Nativos Payn \| + 5 min 01 s \| \| 10e \| Fabio Duarte \| Colombie \| Team Medellín-EPM \| + 5 min 02 s \| |                     |          |                                          |                 |
| |                     |          |                                          |                 |
| Source : ProCyclingStats |                     |          |                                          |                 |
| Classement de l'étape |                     |          |                                          |                 |
| Coureur | Coureur             | Pays     | Équipe                                   | Temps           |
| 1er | Edgar Cadena        | Mexique  | Canel's-ZeroUno                          | 4 h 24 min 25 s |
| 2e | Wilson Peña         | Colombie | Colombia Tierra de Atletas-GW Bicicletas | + 45 s          |
| 3e | Heiner Parra        | Colombie | Canel's-ZeroUno                          | + 1 min 05 s    |
| 4e | Robinson Chalapud   | Colombie | Team Banco Guayaquil-Ecuador             | + 1 min 19 s    |
| 5e | Julián Cardona      | Colombie | Team Sistecrédito                        | + 1 min 21 s    |
| 6e | Alexander Gil       | Colombie | Orgullo Paisa - Antioquia                | + 1 min 21 s    |
| 7e | Óscar Fernández     | Colombie | Indeportes Boyacá Avanza                 | + 3 min 45 s    |
| 8e | Santiago Montenegro | Équateur | Movistar-Best PC                         | + 4 min 08 s    |
| 9e | Dubán Bobadilla     | Colombie | Nativos Payn                             | + 5 min 01 s    |
| 10e | Fabio Duarte        | Colombie | Team Medellín-EPM                        | + 5 min 02 s    |

| \| Classement général \| Classement général \| Classement général \| Classement général \| Classement général \| \| Coureur \| Coureur \| Pays \| Équipe \| Temps \| \| ------------------ \| ------------------ \| ------------------ \| ---------------------------------------- \| ------------------ \| \| 1er \| Cristian Rico \| Colombie \| Colombia Tierra de Atletas-GW Bicicletas \| 27 h 58 min 46 s \| \| 2e \| Hernando Bohórquez \| Colombie \| EPM-Scott \| + 29 s \| \| 3e \| Julián Cardona \| Colombie \| Team Sistecrédito \| + 1 min 19 s \| \| 4e \| Fabio Duarte \| Colombie \| Team Medellín-EPM \| + 1 min 30 s \| \| 5e \| Bernardo Suaza \| Colombie \| Supergiros-Alcaldía de Manizales \| + 2 min 32 s \| \| 6e \| Rubén Acosta \| Colombie \| EBSA Empresa de Energía Boyacá \| + 3 min 00 s \| \| 7e \| Marco Tulio Suesca \| Colombie \| Orgullo Paisa - Antioquia \| + 3 min 21 s \| \| 8e \| Alexander Gil \| Colombie \| Orgullo Paisa - Antioquia \| + 4 min 57 s \| \| 9e \| Wilson Peña \| Colombie \| Colombia Tierra de Atletas-GW Bicicletas \| + 5 min 16 s \| \| 10e \| Yecid Sierra \| Colombie \| Néctar - Indeportes Cundinamarca \| + 5 min 16 s \| |                    |          |                                          |                  |
| |                    |          |                                          |                  |
| Source : ProCyclingStats |                    |          |                                          |                  |
| Classement général |                    |          |                                          |                  |
| Coureur | Coureur            | Pays     | Équipe                                   | Temps            |
| 1er | Cristian Rico      | Colombie | Colombia Tierra de Atletas-GW Bicicletas | 27 h 58 min 46 s |
| 2e | Hernando Bohórquez | Colombie | EPM-Scott                                | + 29 s           |
| 3e | Julián Cardona     | Colombie | Team Sistecrédito                        | + 1 min 19 s     |
| 4e | Fabio Duarte       | Colombie | Team Medellín-EPM                        | + 1 min 30 s     |
| 5e | Bernardo Suaza     | Colombie | Supergiros-Alcaldía de Manizales         | + 2 min 32 s     |
| 6e | Rubén Acosta       | Colombie | EBSA Empresa de Energía Boyacá           | + 3 min 00 s     |
| 7e | Marco Tulio Suesca | Colombie | Orgullo Paisa - Antioquia                | + 3 min 21 s     |
| 8e | Alexander Gil      | Colombie | Orgullo Paisa - Antioquia                | + 4 min 57 s     |
| 9e | Wilson Peña        | Colombie | Colombia Tierra de Atletas-GW Bicicletas | + 5 min 16 s     |
| 10e | Yecid Sierra       | Colombie | Néctar - Indeportes Cundinamarca         | + 5 min 16 s     |

Edgar Cadena (Canel's - ZeroUno) s'impose dans la septième étape reliant Mariquita à l'Alto del Vino (es), sur un parcours de 140,4 kilomètres. Le coureur de la catégorie des moins de 23 ans, Cristian Rico (Colombia Tierra de Atletas - GW Shimano) conserve la tête du classement général.
Le jeune coureur mexicain gagne en solitaire, passant la ligne d'arrivée dans un temps de 4 h 24 min 25 s. À la deuxième place finit Wilson Peña (Colombia Tierra de Atletas - GW Shimano) et à la troisième Heiner Parra (Canel's - ZeroUno).
Cadena décroche sa première victoire dans une course UCI, grâce à une action décisive à six kilomètres du but dans l'ascension de première catégorie. Cristián Rico se maintient en tête, après avoir récupéré la situation dans le dernier tronçon de l'étape. Le cycliste boyacense est toujours leader de la course à trois jours de la fin mais avec seulement 29 s d'avance sur Hernando Bohórquez (EPM - Scott - GO RIGO GO).
La journée commence avec de multiples attaques dans la première partie de course. Dans un but stratégique, la formation Medellín - EPM lance trois de ses coureurs, Aldemar Reyes, Brayan Sánchez et Javier Jamaica, à l'avant. Dans leurs roues se glisse un homme dangereux pour le classement général, Julián Cardona (Sistecrédito).
De la brume épaisse sort Nicolás Paredes (Fundecom - Multirepuestos Bosa - Goci) pour passer en tête au sommet de l'alto del Trigo. Juan Diego Guerrero (Sistecrédito) le franchit en deuxième tandis qu'en troisième position passe Javier Jamaica (Medellín - EPM). Le peloton désagrégé passe avec un retard de 5 min 30 s, sous la direction des Colombia Tierra de Atletas - GW Shimano.
Dans la descente vers Guaduas, une échappée nombreuse se forme avec Wilson Peña, Heiner Parra, Eduardo Corte (Canel's - ZeroUno), Edgar Cadena, Nicolás Paredes, Santiago Ramírez (Team Cartagena), Juan Diego Guerrero (Sistecrédito), Carlos Alberto Gutiérrez (Banco Guayaquil), Santiago Montenegro (Movistar - Best PC), Alexander Gil (Orgullo Paisa), Óscar Fernández (Indeportes Boyacá Avanza), Julián Cardona, Rodolfo Torres (Illuminate) et Edison Muñoz (CM Team).
Dans la traversée jusque Villeta, la fugue maintient un avantage considérable de plus de sept minutes sur le peloton. Sur le parcours en montagne russe entre Villeta et La Vega, l'échappée continue d'augmenter son avance. Mais devant Aldemar Reyes rompt le pacte de non-agression et lance une attaque, rompant la tranquillité entre les fugitifs.
À la moitié de l'ascension, classée en hors catégorie, s'enfuient Heiner Parra, Aldemar Reyes, Edgar Cadena, Wilson Peña, Alexander Gil et Julián Cardona.
Dans la dernière partie de l'étape, Edgar Cadena lance son attaque qui ne rencontre aucune réaction de ses compagnons d'aventure. Le jeune Mexicain continue sur un rythme solide jusqu'à l'arrivée et franchit la ligne en solitaire, située à l'Alto del Vino.
À l'issue de l'étape, Fabio Duarte se trouve désormais quatrième à 1 min 30 s du leader de la course.

### 8eétape
Aldemar Reyes remporte l'étape devant son coéquipier Fabio Duarte qui renverse la situation et prend la première place du classement général provisoire.
| \| Classement de l'étape \| Classement de l'étape \| Classement de l'étape \| Classement de l'étape \| Classement de l'étape \| \| Coureur \| Coureur \| Pays \| Équipe \| Temps \| \| --------------------- \| --------------------- \| --------------------- \| ---------------------------------------- \| --------------------- \| \| 1er \| Aldemar Reyes \| Colombie \| Team Medellín-EPM \| 2 h 09 min 45 s \| \| 2e \| Fabio Duarte \| Colombie \| Team Medellín-EPM \| + 0 s \| \| 3e \| Alexander Gil \| Colombie \| Orgullo Paisa - Antioquia \| + 18 s \| \| 4e \| Óscar Fernández \| Colombie \| Indeportes Boyacá Avanza \| + 39 s \| \| 5e \| Robinson Chalapud \| Colombie \| Team Banco Guayaquil-Ecuador \| + 57 s \| \| 6e \| Santiago Montenegro \| Équateur \| Movistar-Best PC \| + 1 min 10 s \| \| 7e \| Marco Tulio Suesca \| Colombie \| Orgullo Paisa - Antioquia \| + 1 min 18 s \| \| 8e \| Wilson Peña \| Colombie \| Colombia Tierra de Atletas-GW Bicicletas \| + 1 min 33 s \| \| 9e \| Heiner Parra \| Colombie \| Canel's-ZeroUno \| + 1 min 43 s \| \| 10e \| Bernardo Suaza \| Colombie \| Supergiros-Alcaldía de Manizales \| + 1 min 46 s \| |                     |          |                                          |                 |
| |                     |          |                                          |                 |
| Source : ProCyclingStats |                     |          |                                          |                 |
| Classement de l'étape |                     |          |                                          |                 |
| Coureur | Coureur             | Pays     | Équipe                                   | Temps           |
| 1er | Aldemar Reyes       | Colombie | Team Medellín-EPM                        | 2 h 09 min 45 s |
| 2e | Fabio Duarte        | Colombie | Team Medellín-EPM                        | + 0 s           |
| 3e | Alexander Gil       | Colombie | Orgullo Paisa - Antioquia                | + 18 s          |
| 4e | Óscar Fernández     | Colombie | Indeportes Boyacá Avanza                 | + 39 s          |
| 5e | Robinson Chalapud   | Colombie | Team Banco Guayaquil-Ecuador             | + 57 s          |
| 6e | Santiago Montenegro | Équateur | Movistar-Best PC                         | + 1 min 10 s    |
| 7e | Marco Tulio Suesca  | Colombie | Orgullo Paisa - Antioquia                | + 1 min 18 s    |
| 8e | Wilson Peña         | Colombie | Colombia Tierra de Atletas-GW Bicicletas | + 1 min 33 s    |
| 9e | Heiner Parra        | Colombie | Canel's-ZeroUno                          | + 1 min 43 s    |
| 10e | Bernardo Suaza      | Colombie | Supergiros-Alcaldía de Manizales         | + 1 min 46 s    |

| \| Classement général \| Classement général \| Classement général \| Classement général \| Classement général \| \| Coureur \| Coureur \| Pays \| Équipe \| Temps \| \| ------------------ \| ------------------ \| ------------------ \| ---------------------------------------- \| ------------------ \| \| 1er \| Fabio Duarte \| Colombie \| Team Medellín-EPM \| 30 h 09 min 55 s \| \| 2e \| Hernando Bohórquez \| Colombie \| EPM-Scott \| + 59 s \| \| 3e \| Bernardo Suaza \| Colombie \| Supergiros-Alcaldía de Manizales \| + 2 min 54 s \| \| 4e \| Julián Cardona \| Colombie \| Team Sistecrédito \| + 2 min 59 s \| \| 5e \| Marco Tulio Suesca \| Colombie \| Orgullo Paisa - Antioquia \| + 3 min 15 s \| \| 6e \| Alexander Gil \| Colombie \| Orgullo Paisa - Antioquia \| + 3 min 47 s \| \| 7e \| Cristian Rico \| Colombie \| Colombia Tierra de Atletas-GW Bicicletas \| + 4 min 11 s \| \| 8e \| Rubén Acosta \| Colombie \| EBSA Empresa de Energía Boyacá \| + 5 min 10 s \| \| 9e \| Wilson Peña \| Colombie \| Colombia Tierra de Atletas-GW Bicicletas \| + 5 min 25 s \| \| 10e \| Robinson Chalapud \| Colombie \| Team Banco Guayaquil-Ecuador \| + 5 min 29 s \| |                    |          |                                          |                  |
| |                    |          |                                          |                  |
| Source : ProCyclingStats |                    |          |                                          |                  |
| Classement général |                    |          |                                          |                  |
| Coureur | Coureur            | Pays     | Équipe                                   | Temps            |
| 1er | Fabio Duarte       | Colombie | Team Medellín-EPM                        | 30 h 09 min 55 s |
| 2e | Hernando Bohórquez | Colombie | EPM-Scott                                | + 59 s           |
| 3e | Bernardo Suaza     | Colombie | Supergiros-Alcaldía de Manizales         | + 2 min 54 s     |
| 4e | Julián Cardona     | Colombie | Team Sistecrédito                        | + 2 min 59 s     |
| 5e | Marco Tulio Suesca | Colombie | Orgullo Paisa - Antioquia                | + 3 min 15 s     |
| 6e | Alexander Gil      | Colombie | Orgullo Paisa - Antioquia                | + 3 min 47 s     |
| 7e | Cristian Rico      | Colombie | Colombia Tierra de Atletas-GW Bicicletas | + 4 min 11 s     |
| 8e | Rubén Acosta       | Colombie | EBSA Empresa de Energía Boyacá           | + 5 min 10 s     |
| 9e | Wilson Peña        | Colombie | Colombia Tierra de Atletas-GW Bicicletas | + 5 min 25 s     |
| 10e | Robinson Chalapud  | Colombie | Team Banco Guayaquil-Ecuador             | + 5 min 29 s     |

Lors d'une nouvelle journée montagneuse, Aldemar Reyes (Medellín - EPM) s'adjuge la victoire dans la huitième étape. Avec un départ de Sopó, celle-ci se termine en ascension à Somondoco, après 96,3 kilomètres d'effort.
Le cycliste boyacense conclut un mouvement spectaculaire de la formation dirigée par José Julián Velásquez, qui réussit le doublé à l'arrivée. Reyes franchit la ligne en premier, escorté par son coéquipier Fabio Duarte, qui subtilise le maillot de leader à Cristian Rico (Colombia Tierra de Atletas - GW Shimano).
De nombreuses escarmouches animent le début (en terrain plat) d'une journée "casse-pattes". Cependant, le peloton reste compact une grande partie du parcours et il faut attendre l'ascension de l'Alto de la Cachucha pour voir la course se décanter.
Dans les premières rampes de cette dure montée, le leader Cristian Rico commence à céder et se retrouve décramponné. Malgré la présence de Darwin Atapuma (Colombia Tierra de Atletas - GW Shimano), en soutien, il ne parvient pas à faire la jonction avec les hommes du Team Medellín. Rico perd beaucoup de temps et son maillot jaune.
Dans la dernière ascension du jour, se déroule une bataille entre les aspirants au titre, où la formation Medellín - EPM maintient un rythme dévastateur. Reyes et Duarte prennent leur distance avec leurs rivaux pour arriver en solitaire sur la ligne et célébrer le coup double : la victoire d'étape et la tête du classement général.
Au classement général provisoire, Hernando Bohórquez (EPM - Scott - GO RIGO GO) est toujours deuxième mais est, cette fois, devancé par Fabio Duarte de 59 s. Tandis que Bernardo Suaza (SuperGiros - Alcaldía de Manizales) subtilise la dernière marche du podium à Julián Cardona (Sistecrédito).

### 9eétape
Robinson Chalapud s'impose à l'issue d'un sprint en petit comité alors que Fabio Duarte conserve sa place au classement général.
| \| Classement de l'étape \| Classement de l'étape \| Classement de l'étape \| Classement de l'étape \| Classement de l'étape \| \| Coureur \| Coureur \| Pays \| Équipe \| Temps \| \| --------------------- \| --------------------- \| --------------------- \| ---------------------------------------- \| --------------------- \| \| 1er \| Robinson Chalapud \| Colombie \| Team Banco Guayaquil-Ecuador \| 4 h 40 min 35 s \| \| 2e \| Rafael Pineda \| Colombie \| Colombia Tierra de Atletas-GW Bicicletas \| + 0 s \| \| 3e \| Dubán Bobadilla \| Colombie \| Nativos Payn \| + 0 s \| \| 4e \| Adrián Bustamante \| Colombie \| Team Sistecrédito \| + 0 s \| \| 5e \| Fabio Duarte \| Colombie \| Team Medellín-EPM \| + 0 s \| \| 6e \| Aldemar Reyes \| Colombie \| Team Medellín-EPM \| + 0 s \| \| 7e \| Heiner Parra \| Colombie \| Canel's-ZeroUno \| + 5 s \| \| 8e \| Alejandro Callejas \| Colombie \| Fundecom - Multirepuestos Bosa - Goci \| + 5 s \| \| 9e \| Marco Tulio Suesca \| Colombie \| Orgullo Paisa - Antioquia \| + 5 s \| \| 10e \| Alexander Gil \| Colombie \| Orgullo Paisa - Antioquia \| + 5 s \| |                    |          |                                          |                 |
| |                    |          |                                          |                 |
| Source : ProCyclingStats |                    |          |                                          |                 |
| Classement de l'étape |                    |          |                                          |                 |
| Coureur | Coureur            | Pays     | Équipe                                   | Temps           |
| 1er | Robinson Chalapud  | Colombie | Team Banco Guayaquil-Ecuador             | 4 h 40 min 35 s |
| 2e | Rafael Pineda      | Colombie | Colombia Tierra de Atletas-GW Bicicletas | + 0 s           |
| 3e | Dubán Bobadilla    | Colombie | Nativos Payn                             | + 0 s           |
| 4e | Adrián Bustamante  | Colombie | Team Sistecrédito                        | + 0 s           |
| 5e | Fabio Duarte       | Colombie | Team Medellín-EPM                        | + 0 s           |
| 6e | Aldemar Reyes      | Colombie | Team Medellín-EPM                        | + 0 s           |
| 7e | Heiner Parra       | Colombie | Canel's-ZeroUno                          | + 5 s           |
| 8e | Alejandro Callejas | Colombie | Fundecom - Multirepuestos Bosa - Goci    | + 5 s           |
| 9e | Marco Tulio Suesca | Colombie | Orgullo Paisa - Antioquia                | + 5 s           |
| 10e | Alexander Gil      | Colombie | Orgullo Paisa - Antioquia                | + 5 s           |

| \| Classement général \| Classement général \| Classement général \| Classement général \| Classement général \| \| Coureur \| Coureur \| Pays \| Équipe \| Temps \| \| ------------------ \| ------------------ \| ------------------ \| ---------------------------------------- \| ------------------ \| \| 1er \| Fabio Duarte \| Colombie \| Team Medellín-EPM \| 34 h 50 min 30 s \| \| 2e \| Hernando Bohórquez \| Colombie \| EPM-Scott \| + 1 min 48 s \| \| 3e \| Julián Cardona \| Colombie \| Team Sistecrédito \| + 3 min 10 s \| \| 4e \| Marco Tulio Suesca \| Colombie \| Orgullo Paisa - Antioquia \| + 3 min 20 s \| \| 5e \| Bernardo Suaza \| Colombie \| Supergiros-Alcaldía de Manizales \| + 3 min 43 s \| \| 6e \| Alexander Gil \| Colombie \| Orgullo Paisa - Antioquia \| + 3 min 52 s \| \| 7e \| Cristian Rico \| Colombie \| Colombia Tierra de Atletas-GW Bicicletas \| + 5 min 00 s \| \| 8e \| Robinson Chalapud \| Colombie \| Team Banco Guayaquil-Ecuador \| + 5 min 19 s \| \| 9e \| Wilson Peña \| Colombie \| Colombia Tierra de Atletas-GW Bicicletas \| + 5 min 30 s \| \| 10e \| Rubén Acosta \| Colombie \| EBSA Empresa de Energía Boyacá \| + 5 min 59 s \| |                    |          |                                          |                  |
| |                    |          |                                          |                  |
| Source : ProCyclingStats |                    |          |                                          |                  |
| Classement général |                    |          |                                          |                  |
| Coureur | Coureur            | Pays     | Équipe                                   | Temps            |
| 1er | Fabio Duarte       | Colombie | Team Medellín-EPM                        | 34 h 50 min 30 s |
| 2e | Hernando Bohórquez | Colombie | EPM-Scott                                | + 1 min 48 s     |
| 3e | Julián Cardona     | Colombie | Team Sistecrédito                        | + 3 min 10 s     |
| 4e | Marco Tulio Suesca | Colombie | Orgullo Paisa - Antioquia                | + 3 min 20 s     |
| 5e | Bernardo Suaza     | Colombie | Supergiros-Alcaldía de Manizales         | + 3 min 43 s     |
| 6e | Alexander Gil      | Colombie | Orgullo Paisa - Antioquia                | + 3 min 52 s     |
| 7e | Cristian Rico      | Colombie | Colombia Tierra de Atletas-GW Bicicletas | + 5 min 00 s     |
| 8e | Robinson Chalapud  | Colombie | Team Banco Guayaquil-Ecuador             | + 5 min 19 s     |
| 9e | Wilson Peña        | Colombie | Colombia Tierra de Atletas-GW Bicicletas | + 5 min 30 s     |
| 10e | Rubén Acosta       | Colombie | EBSA Empresa de Energía Boyacá           | + 5 min 59 s     |

### 10eétape
Rodrigo Contreras gagne le contre-la-montre de clôture devant Fabio Duarte qui remporte ainsi la 72e édition du Tour de Colombie.
| \| Classement de l'étape \| Classement de l'étape \| Classement de l'étape \| Classement de l'étape \| Classement de l'étape \| \| Coureur \| Coureur \| Pays \| Équipe \| Temps \| \| --------------------- \| --------------------- \| --------------------- \| ---------------------------------------- \| --------------------- \| \| 1er \| Rodrigo Contreras \| Colombie \| EPM-Scott \| 1 h 01 min 03 s \| \| 2e \| Fabio Duarte \| Colombie \| Team Medellín-EPM \| + 1 min 12 s \| \| 3e \| Brayan Sánchez \| Colombie \| Team Medellín-EPM \| + 1 min 54 s \| \| 4e \| Óscar Sevilla \| Espagne \| Team Medellín-EPM \| + 2 min 24 s \| \| 5e \| Omar Mendoza \| Colombie \| Colombia Tierra de Atletas-GW Bicicletas \| + 2 min 48 s \| \| 6e \| Juan Pablo Suárez \| Colombie \| EPM-Scott \| + 3 min 12 s \| \| 7e \| Wilson Peña \| Colombie \| Colombia Tierra de Atletas-GW Bicicletas \| + 3 min 24 s \| \| 8e \| Benjamín Quinteros \| Équateur \| Team Banco Guayaquil-Ecuador \| + 3 min 35 s \| \| 9e \| Aldemar Reyes \| Colombie \| Team Medellín-EPM \| + 3 min 35 s \| \| 10e \| Óscar Quiroz \| Colombie \| Colombia Tierra de Atletas-GW Bicicletas \| + 3 min 45 s \| |                    |          |                                          |                 |
| |                    |          |                                          |                 |
| Source : ProCyclingStats |                    |          |                                          |                 |
| Classement de l'étape |                    |          |                                          |                 |
| Coureur | Coureur            | Pays     | Équipe                                   | Temps           |
| 1er | Rodrigo Contreras  | Colombie | EPM-Scott                                | 1 h 01 min 03 s |
| 2e | Fabio Duarte       | Colombie | Team Medellín-EPM                        | + 1 min 12 s    |
| 3e | Brayan Sánchez     | Colombie | Team Medellín-EPM                        | + 1 min 54 s    |
| 4e | Óscar Sevilla      | Espagne  | Team Medellín-EPM                        | + 2 min 24 s    |
| 5e | Omar Mendoza       | Colombie | Colombia Tierra de Atletas-GW Bicicletas | + 2 min 48 s    |
| 6e | Juan Pablo Suárez  | Colombie | EPM-Scott                                | + 3 min 12 s    |
| 7e | Wilson Peña        | Colombie | Colombia Tierra de Atletas-GW Bicicletas | + 3 min 24 s    |
| 8e | Benjamín Quinteros | Équateur | Team Banco Guayaquil-Ecuador             | + 3 min 35 s    |
| 9e | Aldemar Reyes      | Colombie | Team Medellín-EPM                        | + 3 min 35 s    |
| 10e | Óscar Quiroz       | Colombie | Colombia Tierra de Atletas-GW Bicicletas | + 3 min 45 s    |

Répondant à son statut de favori, Rodrigo Contreras (EPM - Scott - GO RIGO GO) remporte le contre-la-montre final de 41,9 kilomètres à Tunja. Mais la vedette du jour est Fabio Duarte (Medellín - EPM), qui en terminant deuxième de l'étape, s'adjuge son second Tour de Colombie.
L'expérimenté coureur de 36 ans, qui avait pris la tête de la course à l'issue de la huitième étape, après une formidable remontada, réussit à conserver son maillot jaune. Le champion du monde espoir 2008, est escorté sur le podium par Hernando Bohórquez (EPM - Scott - GO RIGO GO), qui termine à 5 min 2 s de Duarte, tandis que Julián Cardona (Sistecredito) finit troisième à 6 min 13 s.
Le coureur de Villapinzón remporte la dernière étape, disputée en contre-la-montre individuel, à la vitesse moyenne de 41,1 km/h, pour s'imposer dans le temps de 1 h 1 min 3 s. Trois hommes de la formation Medellín - EPM le suivent. Fabio Duarte termine deuxième à 1 min 12 s d'écart. La troisième position est pour Brayan Sánchez à 1 min 54 s et le quatrième rang est pour Óscar Sevilla à 2 min 24 s.
Les principaux bénéficiaires de la dernière étape sont Rodrigo Contreras qui s'immisce dans le Top Ten grâce à sa victoire et Wilson Peña (Colombia Tierra de Atletas - GW Shimano) qui grignote cinq places au classement général pour terminer au pied du podium à la quatrième place. À un degré moindre les perdants sont Bernardo Suaza (SuperGiros - Alcaldía de Manizales) et Cristian Rico (Colombia Tierra de Atletas - GW Shimano) qui régresse respectivement de deux et trois places au classement général et Rubén Acosta qui perd les trois points UCI de la dixième place à l'issue du contre-la-montre. Bohórquez, Suesca (Orgullo Paisa), Suaza, Rico et Acosta ayant bénéficié de leur présence dans l'échappée de la quatrième étape.

## Classements finals

### Classement général
| \| Classement général \| Classement général \| Classement général \| Classement général \| Classement général \| \| Coureur \| Coureur \| Pays \| Équipe \| Temps \| \| ------------------ \| ------------------ \| ------------------ \| ---------------------------------------- \| ------------------ \| \| 1er \| Fabio Duarte \| Colombie \| Team Medellín-EPM \| 35 h 52 min 45 s \| \| 2e \| Hernando Bohórquez \| Colombie \| EPM-Scott \| + 5 min 02 s \| \| 3e \| Julián Cardona \| Colombie \| Team Sistecrédito \| + 6 min 13 s \| \| 4e \| Wilson Peña \| Colombie \| Colombia Tierra de Atletas-GW Bicicletas \| + 7 min 42 s \| \| 5e \| Marco Tulio Suesca \| Colombie \| Orgullo Paisa - Antioquia \| + 8 min 20 s \| \| 6e \| Alexander Gil \| Colombie \| Orgullo Paisa - Antioquia \| + 8 min 34 s \| \| 7e \| Bernardo Suaza \| Colombie \| Supergiros-Alcaldía de Manizales \| + 8 min 44 s \| \| 8e \| Robinson Chalapud \| Colombie \| Team Banco Guayaquil-Ecuador \| + 9 min 09 s \| \| 9e \| Rodrigo Contreras \| Colombie \| EPM-Scott \| + 10 min 14 s \| \| 10e \| Cristian Rico \| Colombie \| Colombia Tierra de Atletas-GW Bicicletas \| + 10 min 46 s \| |                    |          |                                          |                  |
| |                    |          |                                          |                  |
| Source : ProCyclingStats |                    |          |                                          |                  |
| Classement général |                    |          |                                          |                  |
| Coureur | Coureur            | Pays     | Équipe                                   | Temps            |
| 1er | Fabio Duarte       | Colombie | Team Medellín-EPM                        | 35 h 52 min 45 s |
| 2e | Hernando Bohórquez | Colombie | EPM-Scott                                | + 5 min 02 s     |
| 3e | Julián Cardona     | Colombie | Team Sistecrédito                        | + 6 min 13 s     |
| 4e | Wilson Peña        | Colombie | Colombia Tierra de Atletas-GW Bicicletas | + 7 min 42 s     |
| 5e | Marco Tulio Suesca | Colombie | Orgullo Paisa - Antioquia                | + 8 min 20 s     |
| 6e | Alexander Gil      | Colombie | Orgullo Paisa - Antioquia                | + 8 min 34 s     |
| 7e | Bernardo Suaza     | Colombie | Supergiros-Alcaldía de Manizales         | + 8 min 44 s     |
| 8e | Robinson Chalapud  | Colombie | Team Banco Guayaquil-Ecuador             | + 9 min 09 s     |
| 9e | Rodrigo Contreras  | Colombie | EPM-Scott                                | + 10 min 14 s    |
| 10e | Cristian Rico      | Colombie | Colombia Tierra de Atletas-GW Bicicletas | + 10 min 46 s    |

| Classement par points | Classement par points | Classement par points | Classement par points                    | Classement par points |
| Coureur               | Coureur               | Pays                  | Équipe                                   | Points                |
| --------------------- | --------------------- | --------------------- | ---------------------------------------- | --------------------- |
| 1er                   | Aldemar Reyes         | Colombie              | Team Medellín-EPM                        | 54 pts                |
| 2e                    | Fabio Duarte          | Colombie              | Team Medellín-EPM                        | 47 pts                |
| 3e                    | Nelson Soto           | Colombie              | Colombia Tierra de Atletas-GW Bicicletas | 40 pts                |
| 4e                    | Óscar Fernández       | Colombie              | Indeportes Boyacá Avanza                 | 32 pts                |
| 5e                    | Robinson Chalapud     | Colombie              | Team Banco Guayaquil-Ecuador             | 30 pts                |
| 6e                    | Alexander Gil         | Colombie              | Orgullo Paisa - Antioquia                | 29 pts                |
| 7e                    | Brayan Sánchez        | Colombie              | Team Medellín-EPM                        | 24 pts                |
| 8e                    | Juan Alejandro Umba   | Colombie              | Indeportes Boyacá Avanza                 | 22 pts                |
| 9e                    | Hernando Bohórquez    | Colombie              | EPM-Scott                                | 22 pts                |
| 10e                   | Rafael Pineda         | Colombie              | Colombia Tierra de Atletas-GW Bicicletas | 22 pts                |

| Classement par points | Classement par points | Classement par points | Classement par points                    | Classement par points |
| Coureur               | Coureur               | Pays                  | Équipe                                   | Points                |
| --------------------- | --------------------- | --------------------- | ---------------------------------------- | --------------------- |
| 1er                   | Aldemar Reyes         | Colombie              | Team Medellín-EPM                        | 54 pts                |
| 2e                    | Fabio Duarte          | Colombie              | Team Medellín-EPM                        | 47 pts                |
| 3e                    | Nelson Soto           | Colombie              | Colombia Tierra de Atletas-GW Bicicletas | 40 pts                |
| 4e                    | Óscar Fernández       | Colombie              | Indeportes Boyacá Avanza                 | 32 pts                |
| 5e                    | Robinson Chalapud     | Colombie              | Team Banco Guayaquil-Ecuador             | 30 pts                |
| 6e                    | Alexander Gil         | Colombie              | Orgullo Paisa - Antioquia                | 29 pts                |
| 7e                    | Brayan Sánchez        | Colombie              | Team Medellín-EPM                        | 24 pts                |
| 8e                    | Juan Alejandro Umba   | Colombie              | Indeportes Boyacá Avanza                 | 22 pts                |
| 9e                    | Hernando Bohórquez    | Colombie              | EPM-Scott                                | 22 pts                |
| 10e                   | Rafael Pineda         | Colombie              | Colombia Tierra de Atletas-GW Bicicletas | 22 pts                |

| Classement de la montagne | Classement de la montagne | Classement de la montagne | Classement de la montagne                | Classement de la montagne |
| Coureur                   | Coureur                   | Pays                      | Équipe                                   | Points                    |
| ------------------------- | ------------------------- | ------------------------- | ---------------------------------------- | ------------------------- |
| 1er                       | Santiago Montenegro       | Équateur                  | Movistar-Best PC                         | 42 pts                    |
| 2e                        | Edgar Cadena              | Mexique                   | Canel's-ZeroUno                          | 31 pts                    |
| 3e                        | Nicolás Paredes           | Colombie                  | Fundecom - Multirepuestos Bosa - Goci    | 27 pts                    |
| 4e                        | Yecid Sierra              | Colombie                  | Néctar - Indeportes Cundinamarca         | 26 pts                    |
| 5e                        | Óscar Fernández           | Colombie                  | Indeportes Boyacá Avanza                 | 24 pts                    |
| 6e                        | Cristian Rico             | Colombie                  | Colombia Tierra de Atletas-GW Bicicletas | 20 pts                    |
| 7e                        | Wilson Peña               | Colombie                  | Colombia Tierra de Atletas-GW Bicicletas | 18 pts                    |
| 8e                        | Julián Cardona            | Colombie                  | Team Sistecrédito                        | 17 pts                    |
| 9e                        | Hernán Aguirre            | Colombie                  | Team Sistecrédito                        | 15 pts                    |
| 10e                       | Fabio Duarte              | Colombie                  | Team Medellín-EPM                        | 15 pts                    |

| Classement de la montagne | Classement de la montagne | Classement de la montagne | Classement de la montagne                | Classement de la montagne |
| Coureur                   | Coureur                   | Pays                      | Équipe                                   | Points                    |
| ------------------------- | ------------------------- | ------------------------- | ---------------------------------------- | ------------------------- |
| 1er                       | Santiago Montenegro       | Équateur                  | Movistar-Best PC                         | 42 pts                    |
| 2e                        | Edgar Cadena              | Mexique                   | Canel's-ZeroUno                          | 31 pts                    |
| 3e                        | Nicolás Paredes           | Colombie                  | Fundecom - Multirepuestos Bosa - Goci    | 27 pts                    |
| 4e                        | Yecid Sierra              | Colombie                  | Néctar - Indeportes Cundinamarca         | 26 pts                    |
| 5e                        | Óscar Fernández           | Colombie                  | Indeportes Boyacá Avanza                 | 24 pts                    |
| 6e                        | Cristian Rico             | Colombie                  | Colombia Tierra de Atletas-GW Bicicletas | 20 pts                    |
| 7e                        | Wilson Peña               | Colombie                  | Colombia Tierra de Atletas-GW Bicicletas | 18 pts                    |
| 8e                        | Julián Cardona            | Colombie                  | Team Sistecrédito                        | 17 pts                    |
| 9e                        | Hernán Aguirre            | Colombie                  | Team Sistecrédito                        | 15 pts                    |
| 10e                       | Fabio Duarte              | Colombie                  | Team Medellín-EPM                        | 15 pts                    |

| Classement des sprints | Classement des sprints | Classement des sprints | Classement des sprints                   | Classement des sprints |
| Coureur                | Coureur                | Pays                   | Équipe                                   | Points                 |
| ---------------------- | ---------------------- | ---------------------- | ---------------------------------------- | ---------------------- |
| 1er                    | Óscar Fernández        | Colombie               | Indeportes Boyacá Avanza                 | 19 pts                 |
| 2e                     | Robinson Ortega        | Colombie               | EBSA Empresa de Energía Boyacá           | 9 pts                  |
| 3e                     | Nelson Soto            | Colombie               | Colombia Tierra de Atletas-GW Bicicletas | 9 pts                  |
| 4e                     | Aldemar Reyes          | Colombie               | Team Medellín-EPM                        | 9 pts                  |
| 5e                     | José Ramón Muñiz       | Mexique                | Petrolike                                | 8 pts                  |
| 6e                     | Edgar Cadena           | Mexique                | Canel's-ZeroUno                          | 5 pts                  |
| 7e                     | Julián Cardona         | Colombie               | Team Sistecrédito                        | 4 pts                  |
| 8e                     | Benjamín Quinteros     | Équateur               | Team Banco Guayaquil-Ecuador             | 3 pts                  |
| 9e                     | Juan Pablo Sossa       | Colombie               | Indeportes Boyacá Avanza                 | 3 pts                  |
| 10e                    | William Cerquera       | Colombie               | Indeportes Tolima es Pasión              | 3 pts                  |

| Classement des sprints | Classement des sprints | Classement des sprints | Classement des sprints                   | Classement des sprints |
| Coureur                | Coureur                | Pays                   | Équipe                                   | Points                 |
| ---------------------- | ---------------------- | ---------------------- | ---------------------------------------- | ---------------------- |
| 1er                    | Óscar Fernández        | Colombie               | Indeportes Boyacá Avanza                 | 19 pts                 |
| 2e                     | Robinson Ortega        | Colombie               | EBSA Empresa de Energía Boyacá           | 9 pts                  |
| 3e                     | Nelson Soto            | Colombie               | Colombia Tierra de Atletas-GW Bicicletas | 9 pts                  |
| 4e                     | Aldemar Reyes          | Colombie               | Team Medellín-EPM                        | 9 pts                  |
| 5e                     | José Ramón Muñiz       | Mexique                | Petrolike                                | 8 pts                  |
| 6e                     | Edgar Cadena           | Mexique                | Canel's-ZeroUno                          | 5 pts                  |
| 7e                     | Julián Cardona         | Colombie               | Team Sistecrédito                        | 4 pts                  |
| 8e                     | Benjamín Quinteros     | Équateur               | Team Banco Guayaquil-Ecuador             | 3 pts                  |
| 9e                     | Juan Pablo Sossa       | Colombie               | Indeportes Boyacá Avanza                 | 3 pts                  |
| 10e                    | William Cerquera       | Colombie               | Indeportes Tolima es Pasión              | 3 pts                  |

| Classement du meilleur jeune | Classement du meilleur jeune | Classement du meilleur jeune | Classement du meilleur jeune             | Classement du meilleur jeune |
| Coureur                      | Coureur                      | Pays                         | Équipe                                   | Temps                        |
| ---------------------------- | ---------------------------- | ---------------------------- | ---------------------------------------- | ---------------------------- |
| 1er                          | Cristian Rico                | Colombie                     | Colombia Tierra de Atletas-GW Bicicletas | 36 h 03 min 31 s             |
| 2e                           | Edgar Cadena                 | Mexique                      | Canel's-ZeroUno                          | + 3 min 10 s                 |
| 3e                           | Alejandro Callejas           | Colombie                     | Fundecom - Multirepuestos Bosa - Goci    | + 11 min 06 s                |
| 4e                           | Óscar Fernández              | Colombie                     | Indeportes Boyacá Avanza                 | + 13 min 51 s                |
| 5e                           | Camilo Andrés Robles         | Colombie                     | Indeportes Tolima es Pasión              | + 26 min 18 s                |
| 6e                           | José Ramón Muñiz             | Mexique                      | Petrolike                                | + 27 min 04 s                |
| 7e                           | Marlon Diagama               | Colombie                     | Indeportes Boyacá Avanza                 | + 36 min 22 s                |
| 8e                           | José Misael Urián            | Colombie                     | Indeportes Boyacá Avanza                 | + 42 min 46 s                |
| 9e                           | Segundo Omar Pira            | Colombie                     | EBSA Empresa de Energía Boyacá           | + 54 min 27 s                |
| 10e                          | César David Guavita          | Colombie                     | Team Cartagena-Liciclismo                | + 1 h 01 min 46 s            |

| Classement du meilleur jeune | Classement du meilleur jeune | Classement du meilleur jeune | Classement du meilleur jeune             | Classement du meilleur jeune |
| Coureur                      | Coureur                      | Pays                         | Équipe                                   | Temps                        |
| ---------------------------- | ---------------------------- | ---------------------------- | ---------------------------------------- | ---------------------------- |
| 1er                          | Cristian Rico                | Colombie                     | Colombia Tierra de Atletas-GW Bicicletas | 36 h 03 min 31 s             |
| 2e                           | Edgar Cadena                 | Mexique                      | Canel's-ZeroUno                          | + 3 min 10 s                 |
| 3e                           | Alejandro Callejas           | Colombie                     | Fundecom - Multirepuestos Bosa - Goci    | + 11 min 06 s                |
| 4e                           | Óscar Fernández              | Colombie                     | Indeportes Boyacá Avanza                 | + 13 min 51 s                |
| 5e                           | Camilo Andrés Robles         | Colombie                     | Indeportes Tolima es Pasión              | + 26 min 18 s                |
| 6e                           | José Ramón Muñiz             | Mexique                      | Petrolike                                | + 27 min 04 s                |
| 7e                           | Marlon Diagama               | Colombie                     | Indeportes Boyacá Avanza                 | + 36 min 22 s                |
| 8e                           | José Misael Urián            | Colombie                     | Indeportes Boyacá Avanza                 | + 42 min 46 s                |
| 9e                           | Segundo Omar Pira            | Colombie                     | EBSA Empresa de Energía Boyacá           | + 54 min 27 s                |
| 10e                          | César David Guavita          | Colombie                     | Team Cartagena-Liciclismo                | + 1 h 01 min 46 s            |

### Classement par équipes
| Classement par équipes | Classement par équipes                   | Classement par équipes | Classement par équipes |
| Équipe                 | Équipe                                   | Pays                   | Temps                  |
| ---------------------- | ---------------------------------------- | ---------------------- | ---------------------- |
| 1re                    | Team Medellín-EPM                        | Colombie               | 107 h 41 min 22 s      |
| 2e                     | Colombia Tierra de Atletas-GW Bicicletas | Colombie               | + 4 min 13 s           |
| 3e                     | EPM-Scott                                | Colombie               | + 23 min 08 s          |
| 4e                     | Team Sistecrédito                        | Colombie               | + 35 min 49 s          |
| 5e                     | Orgullo Paisa - Antioquia                | Colombie               | + 39 min 20 s          |
| 6e                     | Team Banco Guayaquil-Ecuador             | Équateur               | + 53 min 47 s          |
| 7e                     | Fundecom - Multirepuestos Bosa - Goci    | Colombie               | + 1 h 11 min 07 s      |
| 8e                     | EBSA Empresa de Energía Boyacá           | Colombie               | + 1 h 11 min 08 s      |
| 9e                     | Supergiros-Alcaldía de Manizales         | Colombie               | + 1 h 15 min 55 s      |
| 10e                    | Indeportes Boyacá Avanza                 | Colombie               | + 1 h 36 min 06 s      |

## Évolution des classements
| Étapes             | Vainqueur          | Classement général | Classement par points | Classement de la montagne | Classement des sprints spéciaux | Classement du meilleur jeune | Classement par équipes     |
| ------------------ | ------------------ | ------------------ | --------------------- | ------------------------- | ------------------------------- | ---------------------------- | -------------------------- |
| 1re étape          | Carlos Chía        | Carlos Chía        | Carlos Chía           | Marvin Angarita           | Carlos Samudio                  | Juan Alejandro Umba          | Medellín-EPM               |
| 2e étape           | Nelson Soto        | Carlos Chía        | Carlos Chía           | Marco Tulio Suesca        | Carlos Samudio                  | Juan Alejandro Umba          | EPM-Scott                  |
| 3e étape           | Carlos Chía        | Carlos Chía        | Carlos Chía           | Marco Tulio Suesca        | Carlos Samudio                  | Anuar Castillo               | EPM-Scott                  |
| 4e étape           | Óscar Quiroz       | Óscar Quiroz       | Carlos Chía           | Yecid Sierra              | Carlos Samudio                  | Cristian Rico                | Colombia Tierra de Atletas |
| 5e étape           | Fabio Duarte       | Cristian Rico      | Nelson Soto           | Yecid Sierra              | Oscar Fernández                 | Cristian Rico                | Colombia Tierra de Atletas |
| 6e étape           | Juan Pablo Sossa   | Cristian Rico      | Nelson Soto           | Yecid Sierra              | Oscar Fernández                 | Cristian Rico                | Colombia Tierra de Atletas |
| 7e étape           | Edgar Cadena       | Cristian Rico      | Nelson Soto           | Nicolás Paredes           | Oscar Fernández                 | Cristian Rico                | Colombia Tierra de Atletas |
| 8e étape           | Aldemar Reyes      | Fabio Duarte       | Aldemar Reyes         | Santiago Montenegro       | Oscar Fernández                 | Cristian Rico                | Medellín-EPM               |
| 9e étape           | Robinson Chalapud  | Fabio Duarte       | Aldemar Reyes         | Santiago Montenegro       | Oscar Fernández                 | Cristian Rico                | Colombia Tierra de Atletas |
| 10e étape          | Rodrigo Contreras  | Fabio Duarte       | Aldemar Reyes         | Santiago Montenegro       | Oscar Fernández                 | Cristian Rico                | Medellín-EPM               |
| Classements finals | Classements finals | Fabio Duarte       | Aldemar Reyes         | Santiago Montenegro       | Oscar Fernández                 | Cristian Rico                | Medellín-EPM               |